# Vysoká nad Labem
Vysoká nad Labem är en ort i Tjeckien. Den ligger i den centrala delen av landet, 100 km öster om huvudstaden Prag. Vysoká nad Labem ligger 236 meter över havet och antalet invånare är 750.
Terrängen runt Vysoká nad Labem är platt.Runt Vysoká nad Labem är det ganska tätbefolkat, med 134 invånare per kvadratkilometer. Närmaste större samhälle är Hradec Králové, 6,2 km norr om Vysoká nad Labem. Trakten runt Vysoká nad Labem består till största delen av jordbruksmark.